# Montpreveyres
Montpreveyres ist eine politische Gemeinde im Distrikt Lavaux-Oron des Kantons Waadt in der Schweiz.

## Geographie
Montpreveyres liegt auf 797 m ü. M., 11 km nordöstlich der Kantonshauptstadt Lausanne (Luftlinie). Das Dorf erstreckt sich auf der Ostabdachung des Hochplateaus des Jorat, nordöstlich des Passübergangs Col du Chalet-à-Gobet, westlich des Tals der Bressonne, im Waadtländer Mittelland.
Die Fläche des 4,1 km² grossen Gemeindegebiets umfasst einen Abschnitt der Molassehöhen des Jorat. Im Osten und im Süden bildet der Oberlauf der Bressonne, die leicht in das Plateau eingeschnitten ist, die Grenze. Sie trennt den Hang von Montpreveyres vom südlich gelegenen Bois du Grand Jorat. Entlang des Cerjuz, eines linken Seitenbachs der Bressonne, verläuft die nördliche Grenze. Nach Westen erstreckt sich der Gemeindeboden über den Wald Bois de Ban und in einem schmalen Zipfel auf die Höhen des Jorat, wo auf der Montagne du Château mit 929 m ü. M. der höchste Punkt von Montpreveyres erreicht wird (höchste Erhebung des gesamten Jorat). Der Bois du Jorat ist ein ausgedehntes Waldgebiet, in dem die Flüsse Talent und Mentue entspringen. Von der Gemeindefläche entfielen 1997 8 % auf Siedlungen, 50 % auf Wald und Gehölze und 42 % auf Landwirtschaft.
Zu Montpreveyres gehören die Siedlung Mellette (870 m ü. M.) auf der Ostabdachung des Jorat sowie mehrere Einzelhöfe. Nachbargemeinden von Montpreveyres sind Corcelles-le-Jorat, Ropraz, Jorat-Mézières, Servion, Savigny, Lausanne und Froideville.

## Bevölkerung
Mit 639 Einwohnern (Stand 31. Dezember 2023) gehört Montpreveyres zu den kleinen Gemeinden des Kantons Waadt. Von den Bewohnern sind 95,2 % französischsprachig, 2,4 % deutschsprachig und 1,1 % sprechen Albanisch (Stand 2000). Die Bevölkerungszahl von Montpreveyres belief sich 1900 auf 270 Einwohner. Danach wurde durch stetige Abwanderung bis 1960 eine Abnahme auf 198 Einwohner verzeichnet; seither stieg die Bevölkerungszahl wieder markant an und verdoppelte sich innerhalb von 40 Jahren.

## Wirtschaft
Montpreveyres war bis in die zweite Hälfte des 20. Jahrhunderts ein vorwiegend durch die Landwirtschaft geprägtes Dorf. Heute haben der Ackerbau und die Viehzucht nur noch einen geringen Stellenwert in der Erwerbsstruktur der Bevölkerung. Weitere Arbeitsplätze sind im lokalen Kleingewerbe und im Dienstleistungssektor vorhanden. Dank der guten Verkehrsanbindung haben sich in den letzten Jahren mehrere Unternehmen in Montpreveyres niedergelassen. Durch den Bau mehrerer Einfamilienhäuser in den letzten Jahrzehnten hat sich das Dorf auch zu einer Wohngemeinde entwickelt. Viele Erwerbstätige sind deshalb Wegpendler, die vor allem in Lausanne arbeiten.

## Verkehr
Die Gemeinde ist verkehrstechnisch gut erschlossen. Sie liegt an der Hauptstrasse 1 von Lausanne via Payerne nach Bern. Montpreveyres wird durch diese Hauptstrasse entzweigeschnitten, die besonders vor der Eröffnung der Autobahn von Bern in die Westschweiz durch Transitverkehr stark frequentiert war. Durch die Autobuslinie 62 der Transports publics de la région Lausannoise, die von Lausanne nach Moudon verkehrt, ist Montpreveyres an das Netz des öffentlichen Verkehrs angebunden. Eine weitere Buslinie bedient die Strecke von Montpreveyres nach Les Cullayes.

## Geschichte
Die erste urkundliche Erwähnung des Ortes erfolgte 1167 unter dem Namen Monspresbyteri. Später erschienen die Bezeichnungen Montprevere (1177), Monteproverio (1524) und Montpreverroz (1525). Der Ortsname ist von den lateinischen Wörtern mons (Berg) und presbyter (Priester) abgeleitet.
Das Lausanner Domkapitel überliess das Gebiet um Montpreveyres im 12. Jahrhundert den Chorherren vom Grossen Sankt Bernhard. Diese gründeten hier ein kleines Priorat, das auch vom Lausanner Domkapitel abhängig war. Mit der Eroberung der Waadt durch Bern im Jahr 1536 gelangte Montpreveyres unter die Verwaltung der Landvogtei Moudon. Nach dem Zusammenbruch des Ancien Régime gehörte das Dorf von 1798 bis 1803 während der Helvetik zum Kanton Léman, der anschliessend mit der Inkraftsetzung der Mediationsverfassung im Kanton Waadt aufging. 1798 wurde es dem Bezirk Oron zugeteilt.
Eine Fusion von Montpreveyres mit den Nachbargemeinden Mézières, Les Cullayes und Servion wurde angestrebt, ist am 15. Januar 2006 jedoch an der Urne am knappen Nein der Einwohner gescheitert. Die übrigen drei Gemeinden stimmten der Fusion zu.

## Sehenswürdigkeiten

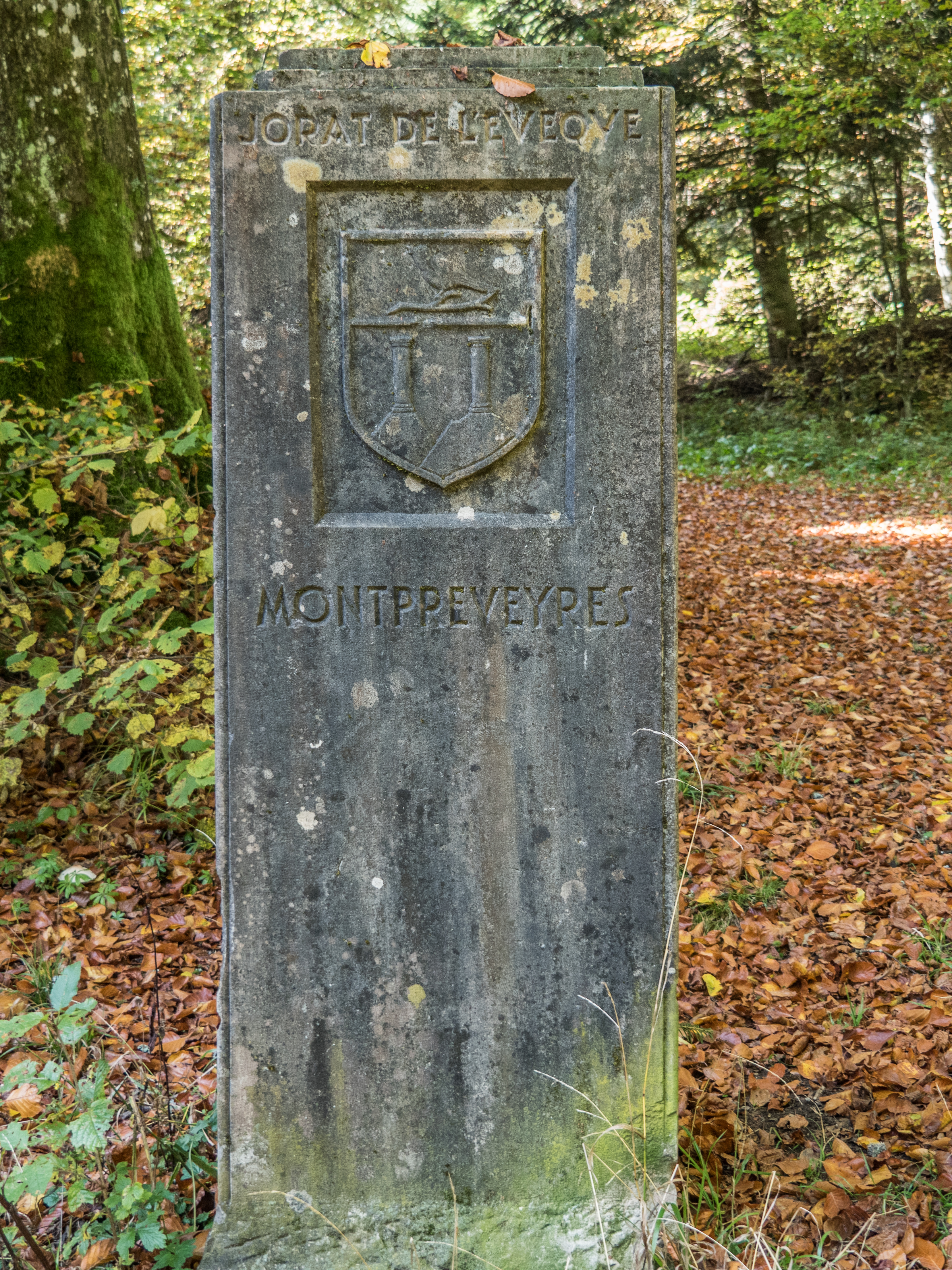
Grenzstein Borne des trois Jorats von 1928 (Seite Montpreveyres)

Das ehemalige Konventsgebäude wurde zum Pfarrhaus umgebaut, während die Prioratskirche nicht mehr existiert. Die neue Kirche von Montpreveyres wurde 1758 etwas ausserhalb des Dorfes über dem Tal der Bressonne erbaut. Sie besitzt eine Glocke von 1483. Im Wald des Jorat befindet sich beim Zusammentreffen der Grenzen der drei Bezirke Lausanne, Echallens und Oron seit 1536 der monumentale Grenzstein Borne des trois Jorats; das Original wurde 1928 ersetzt.